# Gättsak (747712-163860)
Gättsak (Kätsak) är en sjö i Gällivare kommun i Lappland och ingår i Luleälvens huvudavrinningsområde. Sjön har en area på 0,433 kvadratkilometer och ligger 641 meter över havet. Kätsak ligger i Sjaunja Natura 2000-område. Sjön avvattnas av vattendraget Virtajåkkå.

## Delavrinningsområde
Gättsak ingår i det delavrinningsområde (747890-163845) som SMHI kallar för Utloppet av Kätsak. Medelhöjden är 711 meter över havet och ytan är 8,07 kvadratkilometer. Det finns ett avrinningsområde uppströms, och räknas det in blir den ackumulerade arean 17,8 kvadratkilometer. Virtajåkkå som avvattnar avrinningsområdet har biflödesordning 2, vilket innebär att vattnet flödar genom totalt 2 vattendrag innan det når havet efter 273 kilometer. Avrinningsområdet består mestadels av skog (23 procent) och kalfjäll (72 procent). Avrinningsområdet har 0,43 kvadratkilometer vattenytor vilket ger det en sjöprocent på 5,4 procent.